# Centre d'essais et d'évaluation de l'innovation
 (septembre 2022).
Le Centre d'essais et d'évaluation de l'innovation ou Center for Innovation Testing and Evaluation (dont l’acronyme anglais est CITE)  parfois simplement dénommé « Center » est une ville sans habitants conçue comme une vraie ville, proposée par la société américaine « Pegasus Global Holdings », puis devant être construite à partir de 2015  en plein désert (dans le comté de Lea) au Nouveau-Mexique . 
Cette ville-laboratoire de 1,6 km2 qui pourrait être opérationnelle fin 2018, équivaudrait à une ville moyenne de 35 000 habitants (équivalent de Lens en France). 
Selon son promoteur, cette ville permettra aux chercheurs et développeurs du secteur privé, public ou associatif de s'affranchir des réglementations et des risques d'accidents humains et tester sans risque ce qu’il estime être la « prochaine génération de technologies et innovations ».
Elle ne sera pas habitée afin de pouvoir tester « en toute sécurité » dans les bâtiments, voies de circulation (voies rapides, « canyon urbain » et réseau routier de banlieue et rural) les habitats et les réseaux de communication et les infrastructures de l’eau et énergétiques… différentes technologies dites innovantes, liées - selon le porteur de projet - à l'urbanisme et au développement durable et à la sécurité. Parce qu’elle n’aura pas d’habitants, cette ville est souvent qualifiée de « ville-fantôme » ,,.

## Histoire
Ce projet est issu des propres besoins du groupe Pegasus. Ce dernier qui manquait de lieux où tester en vraie grandeur certains de ses matériels et résultats de recherche appliquée ou de R & D,.
Antécédents : Il existe déjà des « maisons d'essais » (sans habitants), dont au Centre scientifique et technique du bâtiment (CSTB) en France. 
Il existe aussi de fausses petites villes destinées à l'entrainement de militaires (dont en France avec une cité-fantôme construite en 2006 dans l'Aisne comme "Centre d'entraînement aux actions en zone urbaine", qui reproduit une ville de 5 000 habitants (Jeoffrécourt) ou comme le faux village de Beauséjour (bourg d’une soixantaine de maisons, avec ses rues, immeubles, zone commerciale, camping et bidonville) ou le cinéma.
Choix du site : Parmi les sites retenus par le promoteur du projet figurait deux lieux : Le premier, non retenu était Las Cruces, également au Nouveau Mexique dans le comté de Doña Ana. 
L'autre site, préparé en concertation avec les autorités publiques régionales et locales a été confirmé en 2011 pour une construction devant initialement débuter en 2012 ; il s’agissait d’une zone désertique située à l’ouest de Hobbs. 
Travaux : ils étaient annoncés pour mai 2012 mais cette même année le projet a été ensuite repoussé par l’opérateur,, pour des questions de droits miniers concernant le terres qu’il voulait acheter). 
Le projet semblait abandonné en 2013, mais Pegasus a repris la planification de la construction en mai 2015.

## Objectifs, usages annoncés
Cette ville laboratoire devrait permettre de tester « de bout en bout »  et en vraie grandeur les avantages, inconvénients ou coûts de nouvelles technologies (matérielle et/ou logicielles). 
Ces technologies pourront être relatives à l'énergie, aux transports (gestion de trafic, véhicules sans chauffeurs, livraison de colis par drones…), aux matériaux de construction, télécommunications, à la gestion de réseau, à l’agriculture ou encore à la sécurité. 
Il s'agit notamment de pouvoir y tester des solutions aujourd’hui incompatibles avec la réglementation en vigueur dans une vraie ville ou aujourd’hui impossible à mettre en œuvre « pour des raisons pratiques, ou bureaucratiques ».
Selon le Figaro, le thorium pourrait éventuellement y être testées comme combustible nucléaire alternatif.

## Géolocalisation et surface projetée
Cette ville-laboratoire doit être construite à l'ouest de Hobbs dans le désert mexicain. Cette zone est située entre le site d’essai de la première bombe atomique et l’actuelle frontière du Mexique et non loin d’Albuquerque, qui abrite déjà des structures de Recherche (national labs), des universités d’État et des installations militaires et diverses ressources utiles au projet .

## Gestion de la ville-laboratoire
Un réseau souterrain de galeries et de laboratoires souterrains (inspiré des dessous de Disney World où les infrastructures de maintenance sont également très largement souterraines, permettra aux chercheurs de travailler sous la ville elle-même.